# Florida-Maus
Die Florida-Maus (Podomys floridanus) ist eine im US-Bundesstaat Florida endemische Nagetierart aus der Gruppe der Neuweltmäuse. 
Florida-Mäuse erreichen eine Kopfrumpflänge von rund 10 Zentimetern und eine Schwanzlänge von 8 bis 10 Zentimeter. Das Gewicht beträgt 20 bis 47 Gramm. Ihr langes, weiches Fell ist an der Oberseite braun oder graubraun gefärbt, der Bauch ist weiß. Die Augen sind groß und dunkel, die Ohren sind ebenfalls groß und spärlich behaart.
Lebensraum der Florida-Mäuse sind mit Sand-Kiefern bestandene Buschländer. Sie sind Bodenbewohner und leben in Bauen, die sie selbst gegraben oder von anderen Tieren übernommen haben. Ihre Nahrung setzt sich aus Samen, Nüssen, Insekten und anderem zusammen.
Die Paarung kann das ganze Jahr über erfolgen, die Wurfgröße beträgt meist drei oder vier Jungtiere.
Florida-Mäuse zählen zu den bedrohten Arten. Die Hauptursache dafür ist die weitgehende Zerstörung ihres Lebensraums. Durch die Bebauung und aus Angst vor Buschbränden sind große Teile ihres Habitats vernichtet worden, die IUCN listet die Art als gefährdet (vulnerable).